# Directeur de l'année de l'USHL
Le Directeur de l'année de l'USHL (en anglais : USHL General Manager of the Year) est un titre remis annuellement depuis 1983 au directeur-général par excellence au cours de la saison régulière dans la United States Hockey League.

## Gagnant du trophée
| Saison    | Récipiendaire           | Équipe                                              |
| --------- | ----------------------- | --------------------------------------------------- |
| 1982-1983 | Jack Barzee             | Fighting Saints de Dubuque                          |
| 1983-1984 | Ron Woodey              | Vulcans de Saint-Paul/Twin Cites                    |
| 1984-1985 | Frank Serratore         | Mavericks de Austin                                 |
| 1985-1986 | Bob Ferguson            | Musketeers de Sioux City                            |
| 1986-1987 | Scott Owens             | Capitols du Wisconsin                               |
| 1987-1988 | Mark Janes              | Mustangs de Rochester                               |
| 1988-1989 | Bob Motzko              | Huskies de North Iowa                               |
| 1989-1990 | Frank Serratore         | Lancers d'Omaha                                     |
| 1990-1991 | Bob Ferguson            | Buccaneers de Des Moines                            |
| 1991-1992 | Bob Ferguson Cary Eades | Buccaneers de Des Moines Fighting Saints de Dubuque |
| 1992-1993 | Bob Ferguson            | Buccaneers de Des Moines                            |
| 1993-1994 | Aucun gagnant           | Aucun gagnant                                       |
| 1994-1995 | Aucun gagnant           | Aucun gagnant                                       |
| 1995-1996 | Aucun gagnant           | Aucun gagnant                                       |
| 1996-1997 | Mike Hastings           | Lancers d'Omaha                                     |
| 1997-1998 | Scott Owens             | Buccaneers de Des Moines                            |
| 1998-1999 | Scott Owens             | Buccaneers de Des Moines                            |
| 1999-2000 | Bob Motzko              | Stampede de Sioux Falls                             |
| 2000-2001 | Steve Johnson           | Stars de Lincoln                                    |
| 2001-2002 | Mike Hastings           | Lancers de River City                               |
| 2002-2003 | P. K. O'Handley         | Black Hawks de Waterloo                             |
| 2003-2004 | Bliss Littler           | Storm de Tri-City                                   |
| 2004-2005 | Mike Hastings           | Lancers d'Omaha                                     |
| 2005-2006 | Regg Simon              | Buccaneers de Des Moines                            |
| 2006-2007 | Mike Hastings           | Lancers d'Omaha                                     |
| 2007-2008 | Mike Hastings           | Lancers d'Omaha                                     |
| 2008-2009 | Jon Cooper              | Gamblers de Green Bay                               |
| 2009-2010 | Jon Cooper              | Gamblers de Green Bay                               |
| 2010-2011 | Jim Montgomery          | Fighting Saints de Dubuque                          |
| 2011-2012 | P. K. O'Handley         | Black Hawks de Waterloo                             |
| 2012-2013 | Jim Montgomery          | Fighting Saints de Dubuque                          |
| 2013-2014 | Jeff Brown              | Ice de l'Indiana                                    |